# Crampagna
Crampagna es una comuna francesa situada en el departamento de Ariège, en la región de Occitania.

## Demografía
| 331 | 321 | 308 | 404 | 509 | 560 | 864 |
| Para los censos de 1962 a 1999 la población legal corresponde a la población sin duplicidades (Fuente: INSEE [Consultar]) |     |     |     |     |     |     |